# Ettrick (Nowa Zelandia)
Ettrick – miasto w Nowej Zelandii, na Wyspie Południowej, w regionie Otago.